# Forni di Sopra
Forni di Sopra é uma comuna italiana da região do Friuli-Venezia Giulia, província de Udine, com cerca de 1.121 habitantes. Estende-se por uma área de 81 km², tendo uma densidade populacional de 14 hab/km². Faz fronteira com Cimolais (PN), Claut (PN), Domegge di Cadore (BL), Forni di Sotto, Lorenzago di Cadore (BL), Sauris, Vigo di Cadore (BL).

## Demografia
| Variação demográfica do município entre 1861 e 2011                               |
|                                                                                   |
| Fonte: Istituto Nazionale di Statistica (ISTAT) - Elaboração gráfica da Wikipedia |